# Eyalat de Bagdad
L'eyalat de Bagdad (turc otomà: ایالت بغداد, eyālet-i Baġdād; àrab: إِيَالَةُ بَغْدَاد, iyālat Baḡdād) fou una entitat administrativa otomana formada després de la conquesta de la ciutat de Bagdad als safàvides el 1534. Va ser creat com a beglerbegi el 1534 i transformat en eyalat després del 1591, condició que van mantenir fins a la reforma administrativa del 1864 quan fou anomenat wilayat. Estava governat per beglerbegs o walis. El wilayat tenia una superfície de 141227 km² i una població d'1.300.000 habitants abans del 1918 (al cens de 1920 foren 1.360.304 habitants). Després de l'administració britànica militar i civil (1917-1920) formà part del mandat britànic de l'Iraq i de l'estat de l'Iraq (govern provisional 1920-1921, regne després de 1921), fins a la creació de la liwa (província) de Bagdad als anys quaranta, junt amb 13 liwes més, i de les que Bagdad, Diwaniya, Diyala, Dulaim, Hilla, Karbala i Kut formaven abans part de l'antic wilayat.

## Història
Bagdad fou governada tot el segle xvi i al XVII per una classe de militars i funcionaris que eren uns privilegiats dins la població. El 1618 el general àrab Bakr al-Su Bashi, amb la seva brutalitat, va adquirir una posició predominant, amb suport de la classe militar i dominant les decisions del feble paixà de Bagdad. Va aplanar una conspiració contra la seva persona a aquesta ciutat i va demanar al sultà de ser nomenat com a beylerbeyi, títol que en endavant va utilitzar tot i que la petició fou rebutjada. El sultà pel contrari va enviar un exèrcit a Bagdad des de la província lleial més propera, la de Diyar Bakr. Durant unes setmanes es va combatre ferotgement i Bakr va cridar llavors en ajut al xa de Pèrsia Abbas I el Gran; per evitar enfrontar-se als perses el paixà de Diyar Bakr, Hafiz Ahmad, el va haver de confirmar en el govern de Bagdad, i es va retirar. Els perses van arribar a Bagdad on Bakr va refusar deixar-los entrar; després d'unes negociacions sense èxit, els perses van assetjar la ciutat i es va haver de rendir; l'entrega la va fer el seu fill i Bagdad fou saquejada. Bakr va morir junt a centenars d'habitants, massacrats pels perses. Encara que els perses van ocupar també Mossul i Shahrizor, no les van poder conservar i van retornar als otomans el 1625, però a Bagdad van resistir, tot i els atacs otomans entre 1625 i 1631, i no va ser reconquerida fins al 1638. El tractat de Zuhab (17 de maig de 1639) va posar fi a la guerra i va delimitar la frontera, i fou ratificat diverses vegades més endavant.
Al final del segle xvii els Banu l-Muntafik amenaçaven l'estabilitat de la província i la sobirania otomana. Però la tranquil·litat fou restaurada per Hasan Pasha (1704-1724) que ja havia estat governador de Bagdad per primer cop el 1696 quan va ocupar el càrrec dos anys (fou un personatge diferent del Hasan Pasha que va governar a Bagdad del 1689 al 1691). El 1704 va tornar al govern de Bagdad on es va destacar per la seva pietat, justícia i fermesa. Amb freqüents expedicions militars va sotmetre a les turbulentes tribus àrabs i kurdes a les que va impedir els atacs i saquejos; en general va fer respectar la llei i l'orde i no va afavorir la corrupció entre els funcionaris. Va actuar com a general otomà i va morir (començament del 1724) sent succeït pel seu fill i successor Ahmad Pasha, que va governar deu anys més. L'abril del 1725 l'afgà (ghilzay) Ashraf Khan, proclamat xa, va exigir la retirada otomana de Pèrsia i al refusar va atacar els otomans a Esfahan però el 1727 Ashraf es va veure forçat a signar la pau. Llavors quan es va produir una revolta dels àrabs a Bàssora que fou reprimida (1727-1728). El 1733 Nadir Shah va atacar Bagdad però les seves forces foren rebutjades. Llavors Ahmad va rebre el càrrec de governador de Bàssora que va unir al de governador de Bagdad (els dos governs van quedar definitivament units el 1750), però el 1734 fou nomenat governador d'Alep. El 1737 va ser nomenat altre cop governador de Bagdad càrrec que va ocupar prop de 12 anys. L'acord amb els perses de 1746 va confirmar el tractat de Zuhab. Va morir el 18 d'agost del 1747 i en el seu govern va reduir el poder dels genissers deportant algun dels seus regiments a Mosul, política que va agradar a les classes mitjanes i altes que el van encoratjar a prendre una postura més autònoma respecte a l'Imperi Otomà i va reduir a la meitat el pagament de tributs a Istanbul, i va fer que els nomenaments importants es fessin des de Bagdad; també va incrementar el nombre de mamelucs georgians i els va lligar amb les seves famílies per enllaços matrimonials, creant així un poder autònom basat en els mamelucs d'arrel georgiana que caracteritzà el govern de l'eyalat entre 1704 i 1831. Li va succeir aviat a Bagdad el seu gendre, el mameluc Solimà Abu Layla (1751-1761), casat amb la seva filla Adila Khatun. Els governs de Bàssora i Bagdad van quedar units per fer front millor a l'amenaça dels Banu l-Muntafik. A la mort de Solimà, el va succeir Ali Paixà; però Adila Khatun, per no perdre el poder al que havia agafat gust, va organitzar un cop d'estat dels geníssers i cinc principals mamelucs, i va fer nomenar mamluq wali al seu cunyat Umar Paixà. Büyük Solimà Paixà, que va governar a Bàssora (1765-1768) i després Bagdad i Shahrizor (1780-1802), va tenir un important goverm que va estar marcat al final per la lluita contra els wahhabites, que només trobaven oposició en els Banu l-Muntafik, i que finalment en un gran atac van arribar fins a Kerbala que van saquejar el 1802.
El darrer governador autònom fou Daud o Dawud Pasha que el 1817 va aconseguir el nomenament com a Pasha a Bagdad després de fer assassinar al seu predecessor Said Pasha (1816). Va adoptar una política vigorosa contra les tribus, va reprimir als turbulents yazidis i als anaza de les regions semidesèrtiques, i va fer regnar l'ordre. Va controlar als prínceps kurds i va rebutjar un atac persa el 1823. Va llicenciar als geníssers i va aixecar un exèrcit de nou tipus, i va permetre algunes innovacions copiades dels europeus a l'exèrcit i el comerç. Va fer construir diversos edificis públics. Una inundació catastròfica seguida d'una epidèmia de pesta van permetre a la Porta acabar amb el seu govern i posar el territori sota administració d'un wali de designació directe (1831). Fou arrestat i empresonat però la seva captivitat fou molt suau i aviat alliberat i encarregat d'alguna missió a l'estranger. En aquest temps es va instal·lar un representant britànic permanent a Bagdad. Des del 1831 en endavant el sistema d'administració otomà es va imposar. Mihdat Pasha (1869-1872) va fer aplicar la llei de wilayats del 1864 i la llei de terres de 1858 que establia la llibertat de la propietat individual als territoris tribals. Nombrosos territoris tribals van ser incorporats sota Abdul Hamid II als seus dominis privats (seniyye).
En esclatar la I Guerra Mundial un destacament de britànics procedent de l'Índia van ocupar el novembre de 1914 la sortida al Golf Pèrsic. Es va fer un primer atac a Bagdad l'abril que no va reeixir i els britànics es van haver de rendir a Kut al-Amarna. Finalment Bagdad fou ocupada l'11 de març de 1917. Tot l'Iraq va quedar ocupat el 30 d'octubre de 1918 amb l'armistici de Mudros (quan només restava per ocupar Mossul). L'administració provisional britànica es va establir el 10 de gener de 1919. L'abril de 1920 es va concedir el mandat als britànics i el primer alt comissionat fou anomenat l'1 d'octubre de 1920. L'11 de novembre de 1920 es va ratificar el mandat als britànics per la Societat de Nacions, sota un govern nacional àrab anomenat el Consell d'estat. El 23 d'agost de 1921 es va constituir el regne de l'Iraq assolint el rei la direcció de l'estat i quedant abolit el Consell d'estat.

## Walis de Bagdad
- Suleimân Paixà ibn Qubâd 1534-1545
- Ayâs Paixà 1545-1549
- Ali Tamarrud Paixà 1549-1551
- Mohammed Paixà 1551-1566
- Murâd Paixà 1566-1575
- Alî Elwendzâdé Paixà 1575-1590
- Cigalazad Yusuf Sinân Paixà 1590-1594
- Hasan ibn Muhammad Paixà 1594-1603
- Qâsim 1603 (no va prendre possessió)
- Mustafà Paixà Sâryqdi 1603-1604
- Yusuf Paixà 1604-1607
- Muhàmmad Paixà 1607-1608
- Ahmad Tawil 1607-1608 (rebel)
- Cigalazade Mahmud Paixà 1608-1610
- Ali Paixà Kalizade 1610
- Dilawar Paixà 1610
- Mustafa Paixà 1610
- Hafiz Ahmad Paixà 1610-1618
- Bekir Subashy 1618-1623

## Governadors perses
- Safî Qulî Khan 1625-1631
- Bektaix Khan 1631-1638

## Walis de Bagdad
- Kutxuk Hasan Paixà 1639
- Dervîix Muhammad Paixà 1639-1642
- Kutxuk Hasan Paixà (segona vegada) 1642-1644
- Deli Husain Paixà 1644
- Muhammad Paixà 1644-1645
- Mûsa Paixà 1645-1646
- Ibrâhîm Paixà 1646-1647
- Mûsà Semiz Paixà 1647
- Melek Ahmad Paixà 1647
- Arslan Paixà Nogai-zâdé 1648-1649
- Kaplan Mustafà Paixà Merziwenli 1649
- Xatir Husain Paixà 1649-1650
- Qara Mustafà Paixà 1651-1653
- Murtada Paixà 1653-1654
- Aq-Muhammad Paixà 1654-1656
- Khassékî Muhammad Paixà 1657-1659
- Murtadà Paixà (segona vegada) 1659
- Khassékî Muhammad Paixà (segona vegada) 659-1661
- Kanbûr Mustafà Paixà 1661-1663
- Pambûgh Mustafà Paixà 1663-1664
- Qara Mustafà Paixà (segona vegada) 1664
- Uzun Ibrâhîm Paixà 1664-1666
- Qara Mustafà Paixà (tercera vegada) 1666-1671
- Silahdâr Husain Paixà 1671-1674
- Abd ar-Rahmân Paixà 1674-1676
- Kaplan Mustafà Paixà Merziwenli (segona vegada) 1676-1677
- Umar Paixà 1677-1681
- Ibrâhîm Paixà 1681-1684
- Umar Paixà (segona vegada) 1684-1686
- Serkhoix Ahmad Paixà Ketkhodâ 1686
- Umar Paixà (tercera vegada) 1687
- Hasan Paixà 1688-1690
- Ahmad Paixà Bâzirgân 1690
- Serkhoix Ahmad Paixà Ketkhodâ (segona vegada) 1691-1693
- Hâddjî Ahmad Paixà Qalâilî 1693-1695
- Ali Paixà 1695
- Hasan Paixà 1696-1698
- Ismâîl Paixà 1698-1700
- Ali Paixà 1700-1702
- Yûsuf Paixà 1703-1704
- Hasan Paixà 1704-1724 (segona vegada)
- Ahmad Paixà ibn Hasan 1724-1734
- Ismâil Paixà 1734
- Topal Mohammed Paixà 1735-1737
- Hâddjî Ahmad Paixà ibn Hasan (segona vegada) 1737-1747
- Ahmad Paixà Kesriélî (de Castoria) 1747-1748
- Mohammed Paixà Teriâqî 1748-1751
- Sulayiman Paixà Abu Layla 1751-1761
- Alî Paixà 1761-1763
- Umar Paixà 1763- ?
- Abdallah Agha
- Hasan Agha ? -1780
- Büyük Sulaiman Paixà 1780-1802 (Sulayman el Gran, va governar també Bàssora i ixahrizor)
- Alî Paixà 1802-1807
- Suleiman Paixà 1807-1810
- Abdallâh Paixà 1810-1812
- Said Paixà 1812-1816
- Daud Paixà 1816-1831
- Ali-Ridâ Paixà 1831-1841
- Hadji Necip Paixà (Gürjü Mehmed Nedjib Paixà) 1841-1849
- Abdi Paixà 1849
- Vecini Paixà 1850
- Namik Paixà 1851
- Mehmet Resid Paixà 1852
- Ibrahim Paixà 1853-1857
- Omer Paixà 1857-1859
- Mustafa Nuri Paixà 1859-1861
- Ahmed Tevik Paixà 1861
- Namik Paixà 1861-1868
- Tufiettin Paixà 1868
- Midhat Paixà 1869-1871
- Radif Paixà 1871
- Midhat Paixà (segona vegada) 1871-1872
- Radif Paixà (segona vegada) 1873-1877
- Mehmet Akif Paixà 1877
- Kadri Paixà 1878
- Abdul Rahman Paixà 1879
- Taqil Din Paixà 1880-1886
- Mustafa Asim 1887
- Sirri Paixà 1888-1891
- Haji Hasan 1892-1895
- Ataullah Paixà 1896-1897
- Namiq Paixà 1898-1902
- Ahmad Faydhi Paixà 1902-1904
- Abd al-Majid Bey 1905-1906
- Hazim Bey 1907-1908
- Nadhim Paixà 1908
- Fazil Paixà 1908-1909
- Najm al-Din Bey 1909-1910
- General Husayn Nadhim Paixà 1910-1911
- Yusif Paixà 1911
- Jamal Paixà 1911-1912
- Muhàmmad Zaki Paixà 1912
- General Husayn Jalal Bey 1913
- General Javid (Jawad) Paixà 1914
- Dr. Raixid Bey 1915
- Sulayman Nadhif Bey 1915
- Nur al-Din Bey 1915-1916
- Khalil Paixà 1916-1917
- Memduh Bey 1917

## Comandants militars britànics a Iraq
- Sir Arthur Arnold Barret 1914 - 1915
- Sir John Eccles Nixon 1915 - 1916
- Sir Percy Henry Noel Lake 1916 - 1916
- Sir Frederic Stanley Maude 1916 - 1917

## Comandants militars britànics a Bagdad
- Sir Frederic Stanley Maude 1917
- Sir William Raine Marshall 1917 - 1918
- Sir Alexander Stanhope Cobbe 1918 - 1919

## Administrador provisional a Bagdad
- Sir Arnold Talbot Wilson 1919-1920

## Alts comissionats a Bagdad
- Sir Percy Zachariah Cox 1920-1923
- Sir Henry Robert Conway Dobbs 1923-1928
- Sir Gilbert Falkingham Clayton 1928-1929
- Sir Francis Henry Humphrys 1929-1932

## President del consell d'estat
- Saiyid Abdul Rahman al-Haydari al-Gaylani 1920-1921